# Michael Patrick Stuart Irwin
Michael Patrick Stuart Irwin (* 1. Juli 1925 in Donaghadee, County Down, Nordirland; † 13. September 2017 in Litcham, Norfolk) war ein britisch-rhodesischer Ornithologe.

## Leben
1949 zog Irwin von Nordirland nach Südrhodesien (heute Simbabwe), wo er die Bekanntschaft mit Reay Smithers, dem damaligen Direktor des National Museum of Southern Rhodesia in Bulawayo, machte. Er erhielt eine Anstellung als Museumssammler, wurde 1959 stellvertretender Kurator für Wirbeltiere und war danach Kurator für Ornithologie. 1975 wurde er Regionaldirektor in Bulawayo und schließlich assoziierter Ornithologe sowie Bibliothekar für Naturkunde. Im Mai 2012 zog er nach England, wo er sich in Norfolk niederließ.
Irwin arbeitete eng mit Constantine Walter Benson, einen Experten für die zentralafrikanische Avifauna, zusammen. Gemeinsam erweiterten sie die Vogelsammlung des Natural History Museum of Zimbabwe. Mit gegenwärtig 90.000 Exemplaren aus Simbabwe und den Nachbarländern gilt sie sowohl als größte Vogelsammlung in Afrika als auch in der südlichen Hemisphäre.
1981 veröffentlichte Irwin sein bekanntestes Werk The Birds of Zimbabwe, das zu den Standardwerken über die Avifauna dieser Region zählt. Zu seinen früheren Werken zählen Checklist of Birds of Southern Rhodesia aus dem Jahr 1957, das in Zusammenarbeit mit Reay Smithers entstand. 1971 veröffentlichte er gemeinsam mit Constantine Walter Benson das Werk The Birds of Zambia, das 1983 in einer zweiten Auflage erschien. 1978 erschien Irwins Werk Bibliography of the Birds of Rhodesia. Ferner schrieb er Beiträge zur Buchreihe The Birds of Africa (mit Emil K. Urban, Stuart Keith und Charles Hilary Fry) und veröffentlichte mehr als 300 Fachartikel, von denen ein großer Teil im Museumsjournal Arnoldia erschien.
1957 beschrieb Irwin die Unterarten Spizocorys conirostris crypta der Rotschnabellerche und Eremopterix verticalis khama der Graurückenlerche. 1960 beschrieb er die Unterart Calamonastes stierlingi pinto des Wellenkehl-Bindensängers. Gemeinsam mit Constantine Walter Benson beschrieb er 1965 die Unterarten Eremopterix verticalis harti der Rotschnabellerche und Mirafra fasciolata reynoldsi der Ostklapperlerche sowie den Makawa-Bartvogel (Pogoniulus makawai), von dem bis heute nur ein Exemplar bekannt geworden ist. In Zusammenarbeit mit Phillip Alexander Clancey stellte er 1986 die monotypische Gattung Arcanator für den Strichelkehlsopranist auf.
Irwin war von 1983 bis 2006 Herausgeber von Honeyguide, dem ornithologischen Journal von BirdLife Zimbabwe.
Im Mai 2017 hatte Irwin einen ernsthaften Sturz und im September 2017 starb er an den Folgen einer Hüftfraktur.

## Dedikationsnamen
Nach Irwin wurde die Unterarten Calamonastes stierlingi irwini Smithers & Paterson, 1956 des Wellenkehl-Bindensängers benannt. Clancey nannte 1969 die Gelbbauchastrild-Unterart (Coccopygia quartinia stuartirwini) zu seinen Ehren.
Stactolaema sowerbyi irwini (Benson, 1956) wird heute als Synonym für Spiegelbartvogel-Unterart (Stactolaema whytii sowerbyi Sharpe, 1898), Mirafra africana irwini da Rosa Pinto, 1968 als Synonym für die Kurzhaubenlerchen-Unterart (Mirafra africana gomesi White, CMN), 1944 betrachtet.